# Stefano Turr
István Türr, conosciuto in Italia come Stefano Turr (Baja, 10 agosto 1825 – Budapest, 3 maggio 1908), è stato un militare e politico ungherese.
Divenne noto in Italia per la grande parte avuta nella campagna dei Cacciatori delle Alpi e nella spedizione dei Mille.

## Le rivoluzioni del 1848-49
Era nativo della città di Baja, nella provincia ungherese di Bács-Kiskun. Arruolato nell'esercito austriaco, divenne tenente in un reggimento di granatieri ungheresi, con il quale, nel 1848, partecipò alla prima fase della prima guerra di indipendenza italiana.
Nel gennaio 1849 passò nel Regno di Sardegna, ove divenne capitano della "Legione ungherese", formata dai molti disertori dell'esercito imperiale. Combatté nella battaglia di Ludwigshafen in supporto ai rivoluzionari tedeschi. La vittoria finale del Radetzky a Novara comportò l'abdicazione di Carlo Alberto e la caduta del governo cosiddetto "democratico". La maggioranza degli esuli italiani e stranieri lasciò il Regno di Sardegna per raggiungere i luoghi ove ancora si combatteva: la gran parte verso Roma, Türr in Germania, nel Baden ancora in fermento.

## La guerra di Crimea
Nel 1854 passò al servizio nel British Army arruolandosi nella legione anglo-turca. Nel 1855, contando sulla protezione britannica, osò attraversare la Valacchia asburgica e venne arrestato a Bucarest mentre stava acquistando dei cavalli. Le autorità austriache lo consideravano, naturalmente, un disertore ed intendevano eseguire la condanna a morte, ma venne salvato dall'intervento di Londra.

## L'unificazione italiana
Nel 1859 combatté in Italia come capitano dei Cacciatori delle Alpi di Garibaldi, che lo tenne sempre in grande stima.
L'anno successivo lo seguì alla spedizione dei Mille: fu promosso generale di divisione dell'Esercito meridionale e venne gravemente ferito. Scelto da Garibaldi quale governatore di Napoli svolse un certo ruolo nella preparazione e nello svolgimento del plebiscito del 21 ottobre 1860.
Nominato generale di divisione dell'esercito sabaudo, fu collocato in aspettativa nel dicembre 1861 e un anno dopo fu nominato Aiutante di campo onorario di re Vittorio Emanuele II.
Massone, fu membro della Loggia "Dante Alighieri" di Torino e Gran maestro del Grande Oriente Ungarico in esilio, di cui Lajos Kossuth fu Gran maestro onorario .

## Il matrimonio
Il 10 settembre 1861 sposò a Mantova Adelina Bonaparte Wyse. Un matrimonio di grande rango, considerato che la sposa era figlia di Thomas Wyse e di Letizia Bonaparte, e quindi nipote di Luciano Bonaparte, fratello di Napoleone I; Adelina era inoltre cugina del nuovo imperatore dei francesi, Napoleone III. A ciò si aggiunga che la sorella, Maria, sposava nel 1863 il 3 febbraio lo statista piemontese Urbano Rattazzi. Dal matrimonio nacque un figlio  Raul (1865-1906). Figlia naturale fu  Stefania nata a Roma nel 1885.

## La progettata insurrezione ungherese del 1866
Nel 1866, in connessione con la terza guerra d'indipendenza italiana e la campagna di Garibaldi nel Trentino, Türr ebbe incarico di preparare l'insurrezione dell'Ungheria, organizzata a partire dal territorio serbo.

## Il ritorno in Ungheria
La sconfitta austriaca costrinse l'imperatore Francesco Giuseppe a concedere una costituzione ed istituzioni liberali, nonché una rinnovata autonomia per l'antico Regno d'Ungheria. La rinnovata pattuizione venne ricordata come la parificazione (Ausgleich) fra Austria e Ungheria: il nome stesso dello Stato passò da "Impero austriaco" ad "Austria-Ungheria".
Nel mutato clima politico si aprì una nuova fase per i fuoriusciti, fra i quali lo stesso Türr, che assunse un non secondario ruolo politico, distinguendosi per la promozione della canalizzazione del Danubio ed il sostegno ad una nascente industria nazionale. Dal 1881 diresse i lavori per il completamento del canale di Corinto, sull'omonimo istmo.

### In lingua italiana
- Pasquale Fornaro, István Türr. Una biografia politica, Rubbettino, Soveria Manneli, 2004, ISBN 88-498-1028-8
- Alexandre Dumas padre, I Garibaldini.
- Gaetano Falzone (a cura di), I corrispondenti italiani di Stefano Turr nel Magyar orszagos leveltar di Budapest. Palermo, Tip. G. Mariscalco, 1965.
- Ignazio Helfy (a cura di), Documenti e note relativi al libello contro il generale Turr. Milano, Guglielmini, 1863.
- Lajos Lukacs, Bandiere della legione ungherese in Italia nell'armeria Reale di Torino, Torino, 1971.
- Caterina Pigorini Beri, Stefano Turr , ricordi politici, Roma, Nuova antologia, 1908
- Stefania Turr, L'opera di Stefano Turr nel Risorgimento italiano (1849-1870) descritta dalla figlia, 2 voll., Firenze, Tipografia fascista, 1928.
- Attilio Vigevano, La legione ungherese in Italia (1859-1867), Ministero della Guerra; Stato Maggiore centrale, Ufficio storico, Roma, 1924.

### In lingua tedesca
- Heinrich J. Schwarz: Stephan Türr. Historisch-romantisches Zeitgemälde aus Österreichs jüngster Vergangenheit. A. Last Verlag, Wien 1868 (2 Bände).

### In lingua ungherese
- Anna Dániel; Így élt Türr István. Budapest, Móra Kiadó, 1985.
- Béla Gonda; Türr tábornok. Budapest, Baja város közönsége, 1925.